# دوشان ماندیچ
دوشان ماندیچ (سیریلیک صربی: Душан Мандић؛ زادهٔ ۱۶ ژوئن ۱۹۹۴) بازیکن واترپلو اهل صربستان است.
وی در مسابقات کشوری و بین‌المللی در مجموع برندهٔ ۸ مدال طلا، ۱ مدال برنز شده‌است.